# Inge Aures

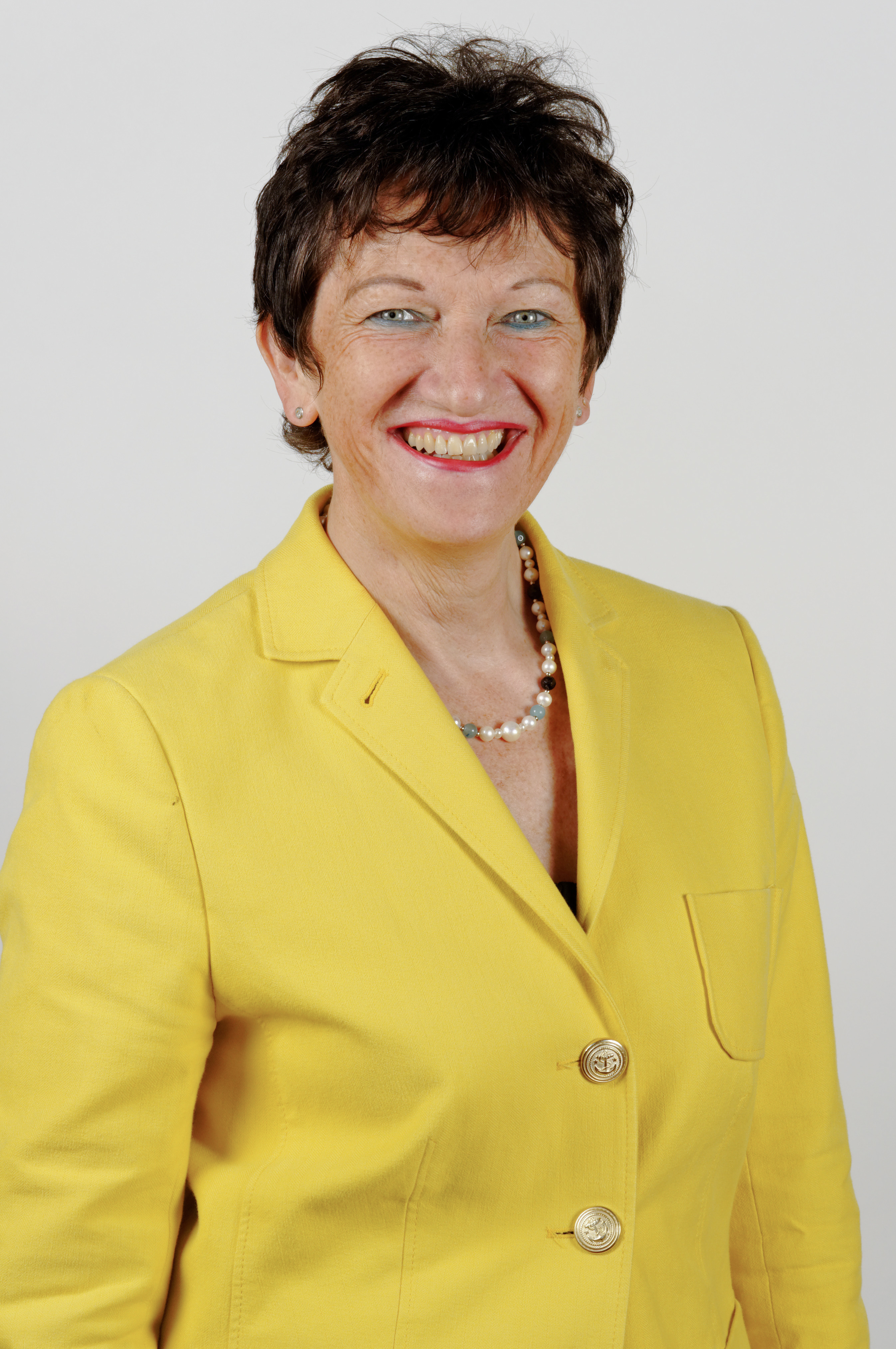
Inge Aures (2012)

Inge Aures (* 10. Juli 1956 in Presseck) ist eine deutsche Kommunal- und Landespolitikerin (SPD) und ehemalige Landtagsabgeordnete. Von 1995 bis 2007 war sie Oberbürgermeisterin der Großen Kreisstadt Kulmbach und von 2013 bis 2018 die II. Vizepräsidentin des Bayerischen Landtags. Sie gehörte von 2008 bis 2023 dem Bayerischen Landtag an. Von 2011 bis 2013 war sie stellvertretende Vorsitzende der BayernSPD-Landtagsfraktion.

## Werdegang
Aufgewachsen in Presseck schloss Aures an der Carl-von-Linde-Realschule in Kulmbach mit der Mittleren Reife ab. Im Anschluss erwarb sie an der Kulmbacher Fachoberschule die Fachhochschulreife. Das Architekturstudium an der Fachhochschule Coburg beendete sie als Diplom-Ingenieurin, war im Anschluss zunächst als Projektleiterin bei einer privaten Planungsgesellschaft in Kulmbach angestellt und ließ sich danach als selbständige Architektin nieder. Nach Wegfall ihres Amtes als Oberbürgermeisterin schloss sie ein Masterstudium an der Universität Bamberg für Denkmalpflege erfolgreich ab.

### Politik

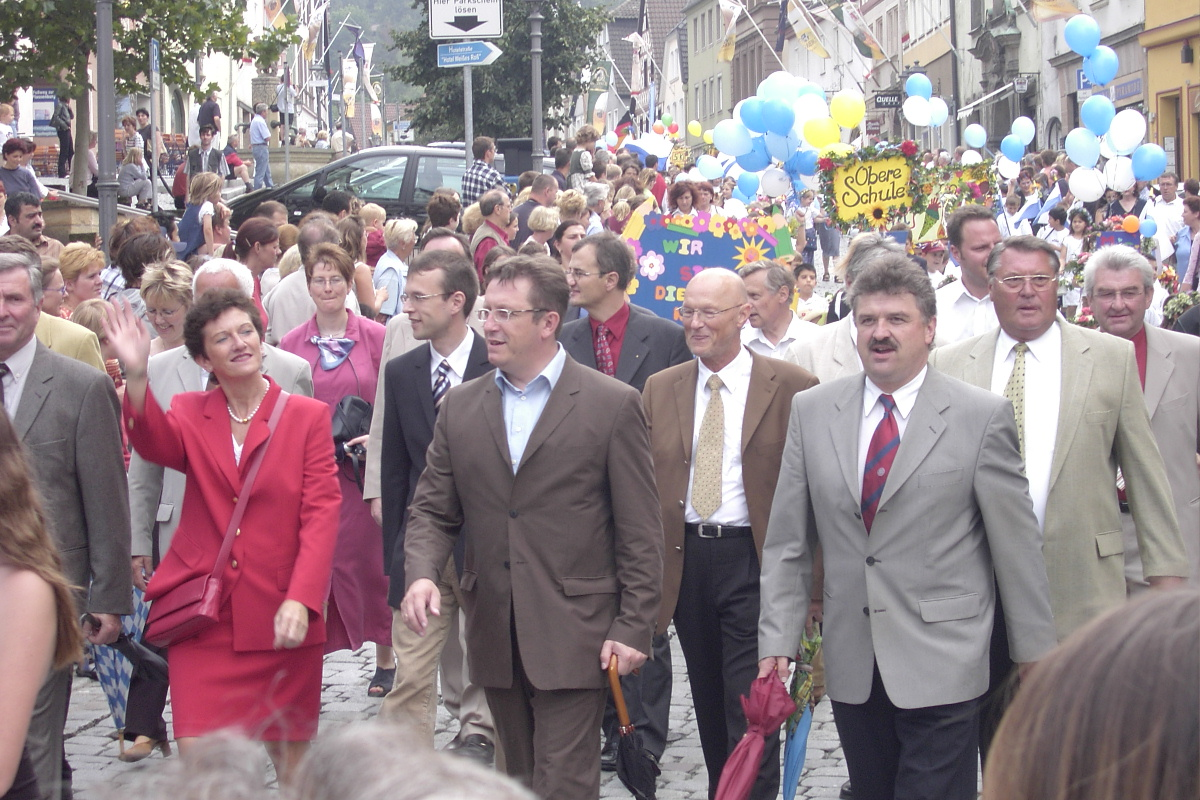
Inge Aures (links) mit Henry Schramm und Klaus Peter Söllner, 2004

Ihre politische Laufbahn begann 1976 mit dem Eintritt in die SPD. 1988 wurde sie zur Stellvertretenden Vorsitzenden des SPD-Ortsvereins Kulmbach gewählt. Von 2004 bis 2007 war sie Bezirksvorsitzende der SPD Oberfranken. Seit 2008 ist Aures Kreisvorsitzende der SPD Kulmbach.
Erste politische Mandate übernahm Aures nach der Kommunalwahl im Frühjahr 1990 im Stadtrat von Kulmbach, im Kreistag des Landkreises Kulmbach und im Bezirkstag von Oberfranken. Am 16. Oktober 1994 wurde sie als Nachfolgerin von Erich Stammberger zur Oberbürgermeisterin der Stadt Kulmbach gewählt. Ihr Amt trat sie am 16. Januar 1995 an. Bei der Oberbürgermeisterwahl am 22. Oktober 2006 unterlag sie mit 47,6 % Henry Schramm (CSU). Nach der Kommunalwahl im Frühjahr 2008 übernahm sie im Kreistag den Vorsitz der SPD-Fraktion sowie den Vorsitz des SPD-Kreisverbandes Kulmbach.
Für die Landtagswahl am 28. September 2008 wurde sie im Stimmkreis Kulmbach und auf Platz 5 der SPD-Liste im Wahlkreis Oberfranken gesetzt und zog mit dem zweitbesten Ergebnis aller SPD-Kandidaten in Oberfranken erstmals in den Bayerischen Landtag ein. Bei den Landtagswahlen am 15. September 2013 und am 14. Oktober 2018 wurde sie jeweils über die Liste des Wahlkreises Oberfranken wieder gewählt. Von 2011 bis 2013 war Aures die stellvertretende Vorsitzende der SPD-Fraktion. Von 2013 bis 2018 war sie II. Vizepräsidentin des Landtags. Zur Landtagswahl 2023 trat sie nicht erneut an.
Sie gehörte sie dem Ausschuss für Wohnen, Bauen und Verkehr an und wurde 2013 der einzige Vertreter der SPD im Rundfunkrat des Bayerischen Rundfunks. Sie war ordentliches Mitglied der parlamentarischen Untersuchungsausschüsse „BayernLB und Hypo Group Alpe Adria“ (2010–2011) und „Mollath“ (2013).
Im Vorfeld der Kommunalwahl 2020 geriet Aures im Februar 2020 in die Kritik, weil ihr Ehemann Architektenaufträge des AWO-Kreisverbands Kulmbach erhalten hatte, deren Kreisvorsitzende Aures ist. In den Medien war von Korruption, Misswirtschaft und Vetternwirtschaft die Rede. Aures bestätigte den Interessenkonflikt, jedoch sehe sie bei den Auftragsvergaben keine Mängel. Anfang März 2021 leitete die Staatsanwaltschaft Hof ein Ermittlungsverfahren wegen des Verdachts der Untreue gegen Aures ein. Im Juni 2022 wurde das Verfahren eingestellt, da sich der Vorwurf nicht erhärtete.

### Privates
Aures ist verheiratet und evangelisch.

## Auszeichnungen
- 2014 Bayerischer Verdienstorden[12]
- 2016 Goldene Bürgermedaille der Stadt Kulmbach[13]
- 2019 Bayerische Verfassungsmedaille in Gold[14]